# Dane Witherspoon
Richard Dane Witherspoon (ur. 27 grudnia 1957 w Denton, zm. 29 marca 2014 w Denver) – amerykański aktor telewizyjny i filmowy.

## Życiorys
Urodził się w Denton w stanie Teksas. W wieku 19 lat studiował w American Conservatory Theater (ACT) w San Francisco. Grał na scenie w sztukach Szekspira czy Tennessee Williamsa. Przez jeden sezon występował na Utah Shakespeare Festival.
W 1980 roku przeniósł się do Hollywood. W 1984 roku trafił do opery mydlanej NBC Santa Barbara jako Joe Perkins, sympatia Kelly Capwell (w tej roli Robin Wright). Trzy miesiące później jego rolę przejął Mark Arnold.
W 1997 roku wycofał się z aktorstwa.
Zmarł 29 marca 2014 w Denver w Kolorado w wieku 56 lat.

## Wybrana filmografia

### Filmy fabularne
- 1989: Kameleony (Chameleons) jako dr Pritzker
- 1992: Nasiona (Seedpeople) jako Brad Yates
- 1997: Asteroida (Asteroid) jako zmartwiony mężczyzna

### Seriale TV
- 1981: The Waltons (Waltonowie) jako Clint
- 1981: Eight Is Enough jako Rick
- 1984: Santa Barbara jako Joe Perkins
- 1986: Capitol jako Tyler McCandless